# Narjamandap
Narjamandap (en népalais : नर्जामण्डप) est un comité de développement villageois du Népal situé dans le district de Nuwakot. Au recensement de 2011, il comptait 5 335 habitants.